# Esfriamento global

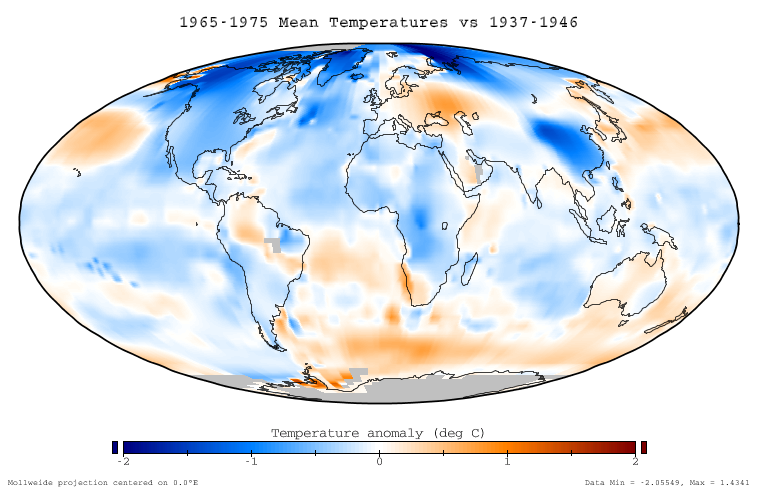
Anomalias de temperatura média durante o período de 1965 a 1975 em relação às temperaturas médias de 1937 a 1946. Este conjunto de dados não estava disponível no momento.

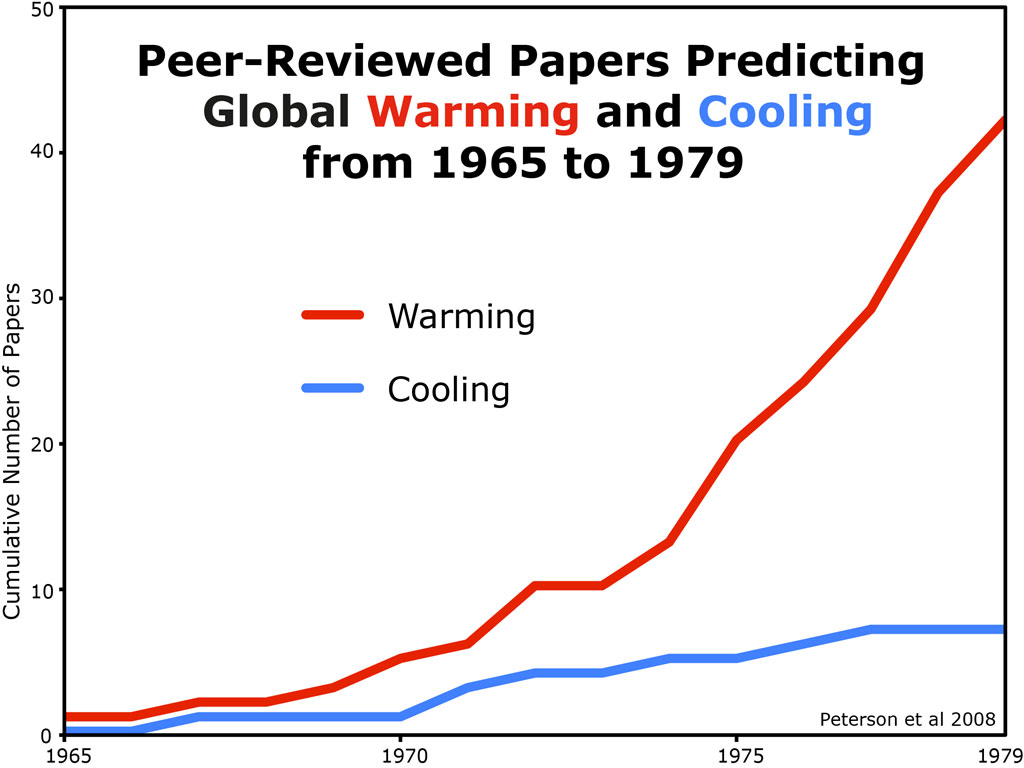
Artigos revisados por pares prevendo o aquecimento e o resfriamento global de 1965 a 1979, sendo vermelho o aquecimento e azul o resfriamento.

Esfriamento global (português brasileiro) ou arrefecimento global (português europeu) foi uma conjectura existente durante a década de 1970, segundo a qual a superfície e atmosfera da Terra estaria em iminência de resfriar, o que culminaria num período de extensa glaciação. A comunicação social da época não transmitiu corretamente as conclusões do debate científico. A opinião científica atual sobre as mudanças climáticas é a de que a Terra atravessou um período de aquecimento global ao longo de todo o século XX e que continua a aquecer por conta de um efeito estufa intensificado.

## Introdução

### Conscientização e preocupação geral
Na década de 1970, os cientistas estavam cada vez mais cientes de que as estimativas das temperaturas globais mostravam um resfriamento desde 1945, bem como a possibilidade de aquecimento em larga escala devido às emissões de gases de efeito estufa. Nos artigos científicos que consideraram as tendências climáticas do século XXI, menos de 10% estavam inclinados para o arrefecimento futuro, enquanto a maioria dos artigos previa o aquecimento futuro.  
O público em geral tinha pouca consciência dos efeitos do dióxido de carbono no clima, mas o Science News, em maio de 1959, previu um aumento de 25% no dióxido de carbono atmosférico nos 150 anos entre 1850 e 2000, com uma consequente tendência de aquecimento.  O aumento real neste período foi de 29%. Paul R. Ehrlich mencionou o aquecimento global causado pelos gases com efeito de estufa como uma força contrária ao efeito de arrefecimento dos aerossóis em 1968.  Quando a ideia do arrefecimento global chegou à imprensa, em meados da década de 1970, as temperaturas já tinham parado de cair e havia preocupação na comunidade climatológica sobre os efeitos do aquecimento causado pelo dióxido de carbono.  Em resposta a tais relatórios, a Organização Meteorológica Mundial emitiu um aviso em Junho de 1976 de que "um aquecimento muito significativo do clima global" era provável. 
Atualmente, há algumas preocupações sobre os possíveis efeitos de resfriamento regional de uma desaceleração ou paralisação da circulação termohalina, que pode ser provocada por um aumento da mistura de água doce no Atlântico Norte devido ao derretimento glacial. A probabilidade de isso ocorrer é geralmente considerada muito baixa, e o IPCC observa que "mesmo em modelos onde o THC enfraquece, ainda há aquecimento na Europa. Por exemplo, em todas as integrações AOGCM onde o forçamento radiativo está aumentando, o sinal da mudança de temperatura no noroeste da Europa é positivo." 

## Mecanismos físicos
O período de resfriamento é reproduzido pelos modelos climáticos globais atuais (de 1999 em diante) que incluem os efeitos físicos dos aerossóis de sulfato, e agora há um consenso geral de que os efeitos dos aerossóis foram a causa dominante do resfriamento de meados do século XX. Na época, havia dois mecanismos físicos que eram mais frequentemente apresentados como causadores do resfriamento: aerossóis e força orbital.

### Aerossóis
A atividade humana — principalmente como subproduto da combustão de combustíveis fósseis, em parte por mudanças no uso da terra — aumenta o número de pequenas partículas (aerossóis) na atmosfera. Estas têm um efeito direto: aumentam efetivamente o albedo planetário, resfriando assim o planeta ao reduzir a radiação solar que chega à superfície; e um efeito indireto: afetam as propriedades das nuvens ao atuarem como núcleos de condensação de nuvens. No início da década de 1970, alguns especularam que esse efeito de resfriamento poderia dominar o efeito de aquecimento da liberação de CO 2: veja a discussão de Rasool e Schneider (1971), abaixo. Como resultado de observações e da mudança para uma queima de combustível mais limpa, isso não parece mais provável; trabalhos científicos atuais indicam que o aquecimento global é muito mais provável. Embora as quedas de temperatura previstas por esse mecanismo tenham sido descartadas à luz de uma melhor teoria e do aquecimento observado, acredita-se que os aerossóis tenham contribuído para uma tendência de resfriamento (compensada pelos aumentos nos gases de efeito estufa) e também tenham contribuído para o escurecimento global.

### Força orbital

CO _{2}, temperatura e concentração de poeira medidos por Petit et al. a partir do núcleo de gelo Vostok na Antártida.

A força orbital se refere às mudanças lentas e cíclicas na inclinação do eixo da Terra e no formato de sua órbita. Esses ciclos alteram um pouco a quantidade total de luz solar que chega à Terra e afetam o tempo e a intensidade das estações. Acredita-se que esse mecanismo seja responsável pela cronometragem dos ciclos das eras glaciais, e a compreensão do mecanismo estava aumentando rapidamente em meados da década de 1970.
O artigo de Hays, Imbrie e Shackleton "Variações na órbita da Terra: marcapasso das eras glaciais" qualificou suas previsões com a observação de que "as previsões devem ser qualificadas de duas maneiras. Primeiro, elas se aplicam apenas ao componente natural das tendências climáticas futuras - e não aos efeitos antropogênicos, como aqueles devidos à queima de combustíveis fósseis. Segundo, elas descrevem apenas as tendências de longo prazo, porque estão vinculadas a variações orbitais com períodos de 20.000 anos ou mais. Oscilações climáticas em frequências mais altas não são previstas... os resultados indicam que a tendência a longo prazo nos próximos 20.000 anos é no sentido de uma extensa glaciação no Hemisfério Norte e de um clima mais frio". 
A ideia de que os ciclos das eras glaciais eram previsíveis parece ter se confundido com a ideia de que outra ocorreria "em breve" — talvez porque grande parte desse estudo tenha sido feito por geólogos, que estão acostumados a lidar com escalas de tempo muito longas e usam "em breve" para se referir a períodos de milhares de anos. Uma aplicação estrita da teoria de Milankovitch não permite a previsão de um início "rápido" de uma era glacial (ou seja, menos de um ou dois séculos), já que o período orbital mais rápido é de cerca de 20.000 anos.[carece de fontes?]  Algumas maneiras criativas de contornar isso foram encontradas, notavelmente uma defendida por Nigel Calder sob o nome de "snowblitz", mas essas ideias não obtiveram ampla aceitação.
A duração do pico atual de temperatura interglacial é semelhante à duração do pico interglacial anterior (Sangamon/Eem) e, portanto, pode-se concluir que podemos estar nos aproximando do fim deste período quente. Essa conclusão seria equivocada. Em primeiro lugar, porque a duração dos períodos interglaciais anteriores não era particularmente regular;  ver figura. Petit et al. observam que "os interglaciais 5.5 e 9.3 são diferentes do Holoceno, mas semelhantes entre si em duração, forma e amplitude. Durante cada um desses dois eventos, há um período quente de 4 mil anos seguido por um resfriamento relativamente rápido". Em segundo lugar, as futuras variações orbitais não serão muito semelhantes às do passado.

## Preocupação pré-1970
Em 1923, houve preocupação sobre uma nova era glacial e o capitão Donald Baxter MacMillan navegou em direção ao Ártico, patrocinado pela National Geographical Society, para procurar evidências do avanço das geleiras.  
Em 1926, um astrónomo de Berlim previu o arrefecimento global, mas que este estava "a anos de distância". 
As preocupações de que uma nova era glacial se aproximava foram reavivadas na década de 1950. Durante a Guerra Fria, Harry Wexler manifestou preocupações de que o lançamento de bombas atómicas poderia estar a apressar uma nova era glacial a partir de um cenário de inverno nuclear.
J. Murray Mitchell mostrou já em 1963 um resfriamento multidecadal desde cerca de 1940. Em uma conferência sobre mudanças climáticas realizada em Boulder, Colorado, em 1965, evidências que apoiavam os ciclos de Milankovitch geraram especulações sobre como as pequenas mudanças calculadas na luz solar poderiam, de alguma forma, desencadear eras glaciais. Em 1966, Cesare Emiliani previu que "uma nova glaciação começará dentro de alguns milhares de anos". Em seu livro de 1968, The Population Bomb, Paul R. Ehrlich escreveu: "O efeito estufa está sendo intensificado agora pelo nível muito aumentado de dióxido de carbono ... [isto] está a ser contrariado por nuvens baixas geradas por condensações de condensação, pó e outros contaminantes ... Neste momento não podemos prever quais serão os resultados climáticos globais da nossa utilização da atmosfera como depósito de lixo." 

## Preocupação na década de 1970

### Conscientização dos anos 1970
A preocupação atingiu o seu auge no início da década de 1970, embora "a possibilidade de aquecimento antropogénico dominasse a literatura revista por pares, mesmo nessa altura" (um período de arrefecimento começou em 1945, e duas décadas de tendência de arrefecimento sugeriram que um ponto mais baixo tinha sido atingido após várias décadas de aquecimento). Essa preocupação crescente é parcialmente atribuída ao fato de que muito menos se sabia sobre o clima mundial e as causas das eras glaciais. Os cientistas do clima sabiam que as previsões baseadas nesta tendência não eram possíveis - porque a tendência era mal estudada e não era compreendida (por exemplo, ver referência  ). Apesar disso, na imprensa popular a possibilidade de arrefecimento foi noticiada de forma geral, sem as ressalvas presentes nos relatórios científicos, e “invernos invulgarmente rigorosos na Ásia e em partes da América do Norte em 1972 e 1973... empurrou a questão para a consciência pública".

Na década de 1970, a compilação de registros para produzir registros de temperatura hemisférica ou global estava apenas começando.
A história de Spencer R. Weart sobre a descoberta do aquecimento global diz que: "Embora nem os cientistas nem o público pudessem ter certeza na década de 1970 se o mundo estava se aquecendo ou esfriando, as pessoas estavam cada vez mais inclinadas a acreditar que o clima global estava se movendo, e em grande parte" [dito com ênfase]. 
Em 11 de janeiro de 1970, o The Washington Post relatou que “Invernos mais frios anunciaram o amanhecer de uma nova era glacial”. 
Em 1972, Emiliani alertou que “a actividade humana pode precipitar esta nova era glacial ou levar ao derretimento substancial ou mesmo total das calotas polares”. 
Também em 1972, um grupo de especialistas da era glacial, numa conferência, concordou que "o fim natural da nossa época quente está, sem dúvida, próximo";  mas o volume de relatórios da Quaternary Research sobre a reunião disse que "a conclusão básica a ser tirada das discussões nesta secção é que o conhecimento necessário para compreender o mecanismo das alterações climáticas é ainda lamentavelmente inadequado". George Kukla e Robert Matthews, num artigo científico sobre uma conferência, perguntaram quando e como o atual interglacial terminaria; concluindo que, a menos que houvesse impactos da futura actividade humana, "o arrefecimento global e as rápidas mudanças ambientais relacionadas, excedendo substancialmente as flutuações experimentadas pelo homem em tempos históricos, devem ser esperadas nos próximos milénios ou mesmo séculos",  mas muitos outros cientistas duvidaram destas conclusões. 

### Relatório SCEP de 1970
O Estudo de Problemas Ambientais Críticos de 1970  relatou a possibilidade de aquecimento devido ao aumento do dióxido de carbono, mas não apresentou preocupações sobre o arrefecimento, estabelecendo um limite inferior para o início do interesse no "arrefecimento global".

### 1971 a 1975: artigos sobre fatores de aquecimento e resfriamento
Em 1971, estudos indicaram que a poluição atmosférica causada pelo homem estava se espalhando, mas havia incerteza se os aerossóis causariam aquecimento ou resfriamento e se eles seriam ou não mais significativos do que o aumento dos níveis CO2. J. Murray Mitchell ainda via os humanos como "espectadores inocentes" do resfriamento ocorrido entre as décadas de 1940 e 1970, mas em 1971 seus cálculos sugeriram que o aumento das emissões poderia causar um resfriamento significativo após 2000, embora ele também argumentasse que as emissões poderiam causar aquecimento dependendo das circunstâncias. Os cálculos eram muito básicos naquela época para serem confiáveis e fornecerem resultados confiáveis.  
Um cálculo numérico inicial dos efeitos climáticos foi publicado na revista Science em julho de 1971 como um artigo de S. Ichtiaque Rasool e Stephen H. Schneider, intitulado "Dióxido de carbono atmosférico e aerossóis: efeitos de grandes aumentos no clima global".  O artigo utilizou dados e equações rudimentares para calcular os possíveis efeitos futuros de grandes aumentos nas densidades na atmosfera de dois tipos de emissões ambientais humanas: 
1. gases de efeito estufa, como o dióxido de carbono;
2. poluição particulada, como a poluição atmosférica, parte da qual permanece suspensa na atmosfera na forma de aerossol durante anos.

O artigo sugeriu que o aquecimento global devido aos gases de efeito estufa tenderia a ter menos efeito com densidades maiores e, embora a poluição por aerossóis pudesse causar aquecimento, era provável que tendesse a ter um efeito de resfriamento que aumentaria com a densidade. Eles concluíram que "Um aumento de apenas um fator de 4 na concentração global de fundo de aerossóis pode ser suficiente para reduzir a temperatura da superfície em até 3,5 ° K. Se mantida por um período de vários anos, acredita-se que tal diminuição de temperatura em todo o globo seja suficiente para desencadear uma era glacial." 
Tanto as suas equações como os seus dados apresentavam graves falhas, como foi logo apontado por outros cientistas e confirmado pelo próprio Schneider. Em Janeiro de 1972, Robert Jay Charlson et al. salientaram que, com outras suposições razoáveis, o modelo produzia a conclusão oposta.  O modelo não levou em conta mudanças nas nuvens ou na convecção e indicou erroneamente que oito vezes  CO2 causaria apenas 2 °C de aquecimento.  Em um artigo publicado em 1975, Schneider corrigiu a superestimativa do resfriamento por aerossóis verificando dados sobre os efeitos da poeira produzida por vulcões. Quando o modelo incluiu estimativas de mudanças na intensidade solar, ele deu uma correspondência razoável às temperaturas dos mil anos anteriores e sua previsão foi que "o aquecimento CO2  domina os padrões de temperatura da superfície logo após 1980." 

### 1972 e 1974 Conselho Nacional de Ciências
O relatório Padrões e Perspectivas em Ciências Ambientais do Conselho Nacional de Ciências de 1972 discutiu o comportamento cíclico do clima e o entendimento na época de que o planeta estava entrando em uma fase de resfriamento após um período quente. "A julgar pelo registo das eras interglaciais passadas, o tempo atual de temperaturas elevadas deverá estar a chegar ao fim, a ser seguido por um longo período de temperaturas consideravelmente mais frias, que conduzirá à próxima era glacial, daqui a cerca de 20 000 anos."  Mas também continuou: "No entanto, é possível, ou mesmo provável, que a interferência humana já tenha alterado tanto o ambiente que o padrão climático do futuro próximo seguirá um caminho diferente."
O relatório do conselho de 1974, Ciência e os desafios futuros, deu continuidade a esse tema. "Durante os últimos 20-30 anos, a temperatura mundial caiu, irregularmente no início, mas de forma mais acentuada na última década."  A discussão dos períodos glaciais cíclicos não é abordada neste relatório. Em vez disso, é o papel dos humanos que é central para a análise do relatório. "A causa da tendência de arrefecimento não é conhecida com certeza. Mas há uma preocupação crescente de que o próprio homem possa estar implicado, não apenas na recente tendência de arrefecimento, mas também no aumento das temperaturas ao longo do último século". O relatório não concluiu se o dióxido de carbono no aquecimento, ou a poluição agrícola e industrial no arrefecimento, são fatores nas recentes alterações climáticas, observando: "Antes que questões como estas possam ser resolvidas, devem ser feitos grandes avanços na compreensão da química e da física da atmosfera e dos oceanos, e na medição e rastreio de partículas através do sistema." 

### Relatório da Academia Nacional de Ciências de 1975
Houve também um relatório da Academia Nacional de Ciências dos EUA (NAS) intitulado "Compreender as alterações climáticas: um programa de acção". 
O relatório declarou (p. 36) que "A temperatura média do ar na superfície do hemisfério norte aumentou da década de 1880 até aproximadamente 1940 e vem diminuindo desde então".
Também afirmou (p. 44) que, "Se tanto a entrada de CO2  quanto de partículas na atmosfera aumentarem em taxas iguais no futuro, os tempos de residência atmosférica amplamente diferentes dos dois poluentes significam que o efeito das partículas aumentará em importância em relação ao do CO2."
O relatório não previu se a tendência de resfriamento de 25 anos continuaria. Afirmou (Forward, p. v) que "não temos uma boa compreensão quantitativa da nossa máquina climática e do que determina o seu curso [por isso] não parece possível prever o clima" e (p. 2) "Os climas da Terra sempre estiveram mudando, e sem dúvida continuarão a fazê-lo no futuro. Quão grandes serão essas mudanças futuras, e onde e quão rapidamente elas ocorrerão, não sabemos."
O "programa de ação" do Relatório era um apelo à criação de um novo Programa Nacional de Pesquisa Climática. Afirmou (p. 62), "Se quisermos reagir racionalmente às inevitáveis mudanças climáticas do futuro, e se quisermos prever seu curso futuro, sejam elas naturais ou induzidas pelo homem, é necessária uma compreensão muito maior dessas mudanças do que possuímos agora. Além disso, é importante que esse conhecimento seja adquirido o mais rápido possível." Por essa razão, afirmou, "chegou a hora de iniciar um ataque amplo e coordenado ao problema do clima e da mudança climática."

### Artigo da revistaTimede 1974
Enquanto essas discussões aconteciam nos círculos científicos, outros relatos apareceram na mídia popular. Na edição de 24 de junho de 1974, a Time apresentou um artigo intitulado "Outra Era Glacial?" que observou que "a atmosfera tem se tornado gradualmente mais fria nas últimas três décadas", mas observou que "alguns cientistas ...acreditamos que a tendência de arrefecimento pode ser apenas temporária." 

### Artigoda Newsweekde 1975
Um artigo de 28 de abril de 1975 na revista Newsweek foi intitulado "The Cooling World",  que apontava para "sinais ameaçadores de que os padrões climáticos da Terra começaram a mudar" e apontava para "uma queda de meio grau [Fahrenheit] nas temperaturas médias do solo no Hemisfério Norte entre 1945 e 1968". O artigo afirmava que "as evidências que apoiam essas previsões [de resfriamento global] começaram a se acumular tão maciçamente que os meteorologistas têm dificuldade em acompanhá-las". O artigo da Newsweek não declarou a causa do resfriamento; afirmou que "o que causa o início de grandes e pequenas eras glaciais continua sendo um mistério" e citou a conclusão da NAS de que "não apenas as questões científicas básicas estão em grande parte sem resposta, mas em muitos casos ainda não sabemos o suficiente para colocar as questões-chave".
O artigo mencionou soluções alternativas de "derreter a calota de gelo do Ártico cobrindo-a com fuligem preta ou desviando rios do Ártico", mas admitiu que elas não eram viáveis. O artigo da Newsweek concluiu criticando os líderes governamentais: "Mas os cientistas veem poucos sinais de que os líderes governamentais em qualquer lugar estejam preparados para tomar as medidas simples de estocar alimentos ou de introduzir as variáveis da incerteza climática nas projeções econômicas de futuros suprimentos de alimentos... Quanto mais os planejadores (políticos) adiarem, mais difícil será para eles lidar com as mudanças climáticas quando os resultados se tornarem uma realidade sombria." O artigo enfatizou consequências sensacionais e em grande parte sem fonte - "as fomes resultantes podem ser catastróficas", "seca e desolação", "o surto mais devastador de tornados já registrado", "secas, inundações, períodos de seca prolongados, congelamentos prolongados, monções atrasadas", "impossível para povos famintos migrarem", "o declínio atual levou o planeta a cerca de um sexto do caminho em direção à Idade do Gelo."  
Em 23 de outubro de 2006, a Newsweek emitiu uma correção, mais de 31 anos após o artigo original, afirmando que estava "tão espetacularmente errado sobre o futuro próximo" (embora o editor Jerry Adler tenha declarado que "a história não estava 'errada' no sentido jornalístico de 'imprecisa '".) 

### Outras fontes da década de 1970
A análise académica dos estudos revistos por pares publicados na altura mostra que a maioria dos artigos que examinavam aspectos do clima durante a década de 1970 eram neutros ou mostravam uma tendência de aquecimento. 
Em 1977, foi publicado um livro popular sobre o tema, chamado The Weather Conspiracy: The Coming of the New Ice Age. 

### Conferência da OMM de 1979
Mais tarde na década, em uma conferência da OMM em 1979, F. Kenneth Hare relatou:
{{Quote|A Fig. 8 mostra que 1938 foi o ano mais quente. Desde então, as temperaturas caíram cerca de 0,4 °C. No final do gráfico, há uma indicação de que essa queda parou por volta de 1964 e pode até ter sido revertida.
A Fig. 9 questiona a ideia de que a queda nas temperaturas tenha cessado... A evidência claramente favorece uma tendência de resfriamento até o momento atual. O ponto mais notável, entretanto, é que a variabilidade interanual das temperaturas globais é muito maior que a tendência... é difícil identificar uma tendência genuína.
Além disso, é questionável se a tendência é realmente global. Variações calculadas na média da temperatura do ar em cinco anos no hemisfério sul, principalmente em áreas terrestres, mostram que as temperaturas geralmente aumentaram entre 1943 e 1975. Desde o período de 1960-64, esse aumento foi significativo... os dados esparsos do hemisfério sul não sustentam a hipótese de um resfriamento global contínuo desde 1938. [p. 65]

## Previsões de resfriamento do final do século XX

### Década de 1980
Preocupações sobre o inverno nuclear surgiram no início da década de 1980 a partir de vários relatórios. Especulações semelhantes surgiram sobre efeitos causados por catástrofes como impactos de asteroides e erupções vulcânicas massivas.

### Década de 1990
Em 1991, uma previsão de Carl Sagan e de outros cientistas que trabalharam no famoso estudo TTAPS sobre o inverno nuclear, de que os grandes incêndios em poços de petróleo no Kuwait causariam efeitos significativos no clima, estava incorreta.  
Em Janeiro de 1999, o opositor Patrick Michaels escreveu um comentário propondo "apostar que os 10 anos que terminaram em 31 de Dezembro de 2007 mostrarão uma tendência de arrefecimento global estatisticamente significativa nas temperaturas medidas por satélite", com base na sua opinião de que as temperaturas recorde em 1998 tinham sido um contratempo.  De fato, durante esse período, as temperaturas medidas por satélite nunca mais se aproximaram do pico de 1998. Devido a uma queda acentuada, mas temporária, nas temperaturas em 1999-2000, uma regressão linear de mínimos quadrados ajustada ao registro de temperatura do satélite mostrou pouca tendência geral. O registo de temperatura do satélite RSS mostrou uma ligeira tendência de arrefecimento,  mas o registo de temperatura do satélite UAH mostrou uma ligeira tendência de aquecimento. 

## Século XXI
Em 2003, o Gabinete de Avaliação Líquida do Departamento de Defesa dos Estados Unidos foi contratado para produzir um estudo sobre os efeitos prováveis e potenciais de uma mudança climática moderna abrupta, caso ocorresse uma interrupção da circulação termohalina.  O estudo, conduzido sob a liderança da ONA, Andrew Marshall, modelou sua mudança climática prospectiva no evento de 8,2 quiloanos, precisamente porque foi a alternativa intermediária entre o Dryas Recente e a Pequena Idade do Gelo. Os cientistas disseram que “as alterações climáticas abruptas iniciadas pelo derretimento do manto de gelo da Gronelândia não são um cenário realista para o século XXI”. 

## Nível atual de conhecimento
A preocupação de que as temperaturas mais baixas continuariam, e talvez a um ritmo mais rápido, foi considerada incorreta, como foi avaliado no Terceiro Relatório de Avaliação do IPCC de 2001. É preciso aprender mais sobre o clima. No entanto, os registros crescentes mostraram que as preocupações com o resfriamento de curto prazo não se confirmaram.
Quanto às perspectivas do fim do atual período interglacial, enquanto os quatro períodos interglaciais mais recentes duraram cerca de 10.000 anos, o interglacial anterior durou cerca de 28.000 anos. Os cálculos do tipo Milankovitch indicam que o atual período interglacial provavelmente continuaria durante dezenas de milhares de anos naturalmente, na ausência de perturbações humanas.  Outras estimativas (Loutre e Berger, baseadas em cálculos orbitais) colocam a duração inalterada do atual período interglacial em 50.000 anos.  A. Berger expressou a opinião em 2005 (apresentação da EGU) de que a atual perturbação de CO 2 durará o suficiente para suprimir completamente o próximo ciclo glacial. Isto é consistente com a previsão de David Archer e colegas que argumentaram em 2005 que o nível atual de CO2  suspenderá o próximo período glacial durante os próximos 500.000 anos e será a duração e intensidade mais longas do período interglacial projetado e mais longas do que as observadas nos últimos 2,6 milhões de anos. 
Um relatório de 2015 do Past Global Changes Project, incluindo Berger, diz que simulações mostram que é improvável que uma nova glaciação aconteça nos próximos 50.000 anos, antes que ocorra a próxima queda forte na insolação de verão no Hemisfério Norte "se a concentração atmosférica CO2  permanecer acima de 300 ppm ou as emissões cumulativas de carbono excederem 1000 Pg C" (ou seja, 1000 gigatoneladas de carbono). "Somente para um conteúdo CO2  atmosférico abaixo do nível pré-industrial pode ocorrer uma glaciação nos próximos 10 ka.... Dadas as contínuas emissões antropogênicas CO2 , é muito improvável que o início glacial ocorra nos próximos 50 ka, porque a escala de tempo para a redução CO2  e temperatura em direção a valores não perturbados na ausência de remoção ativa é muito longa [IPCC, 2013], e apenas uma fraca força precessional ocorre nos próximos dois ciclos precessionais." (Um ciclo precessional dura cerca de 21.000 anos, o tempo que o periélio leva para se mover ao longo de todo o ano tropical.) 
Como indica o relatório da NAS, o conhecimento científico sobre as mudanças climáticas era mais incerto do que é hoje. Na época em que Rasool e Schneider escreveram seu artigo de 1971, os climatologistas ainda não haviam reconhecido a importância dos gases de efeito estufa além do vapor de água e do dióxido de carbono, como o metano, o óxido nitroso e os clorofluorcarbonetos.  No início daquela década, o dióxido de carbono era o único gás de efeito estufa influenciado pelo homem amplamente estudado. A atenção dada aos gases atmosféricos na década de 1970 estimulou muitas descobertas nas décadas subsequentes. À medida que o padrão de temperatura mudou, o resfriamento global perdeu interesse em 1979. 

## A falácia da era glacial
Um argumento comum usado para rejeitar a importância das alterações climáticas causadas pelo homem é alegar que os cientistas demonstraram preocupações sobre o arrefecimento global que não se materializaram, não havendo, portanto, necessidade de dar ouvidos às preocupações científicas actuais sobre o aquecimento global.  Num artigo de 1998 que promovia a Petição do Oregon, Fred Singer argumentou que as preocupações dos especialistas sobre o aquecimento global deveriam ser descartadas com base no facto de que o que ele chamou de "os mesmos medos histéricos" supostamente tinham sido expressos anteriormente sobre o arrefecimento global. 
Bryan Walsh, da revista Time (2013), chama esse argumento de "a falácia da Era Glacial". Para ilustrar o argumento, durante vários anos circulou uma imagem de uma capa da Time, supostamente datada de 1977, mostrando um pinguim acima do título da história de capa "Como sobreviver à próxima era glacial". Em março de 2013, o The Mail on Sunday publicou um artigo de David Rose, mostrando a mesma imagem de capa, para apoiar sua afirmação de que havia tanta preocupação na década de 1970 sobre uma "iminente 'era do gelo'"  quanto havia agora sobre o aquecimento global.  Após pesquisar a autenticidade da imagem da capa da revista, em julho de 2013, Walsh confirmou que a imagem era uma farsa, modificada de uma imagem de capa de 2007 para "The Global Warming Survival Guide".

## Links externos
- O que os cientistas do clima estavam prevendo na década de 1970? , resumos para leigos de pesquisas e teorias da conspiração da Skeptical Science, descrita pelo biólogo marinho Ove Hoegh-Guldberg como "o mais importante site de conhecimento baseado em mudanças climáticas do mundo".
- http://tvnews.vanderbilt.edu/program.pl?ID=52903 Vanderbilt Television News Archive
- Discussão e citações de vários artigos sobre a "previsão de uma iminente era glacial na década de 1970", por Wm Connolley
- ESCOPO 13 - O Ciclo Global do Carbono, ESCOPO, 1976.
- ESCOPO 27 - Avaliação de Impacto Climático, 1984.
- Crenças passadas sobre as mudanças climáticas - algumas análises de jornais
- Um estudo de pesquisa climatológica no que se refere a problemas de inteligência - relatório da CIA de 1974